# ذراع الضباينة (القفر)

تعديل مصدري - تعديل

ذراع الضباينة محلة تابعة لقرية الحاقي، التابعة لعزلة بني مبارز بمديرية القفر إحدى مديريات محافظة إب في الجمهورية اليمنية، بلغ تعداد سكانها 68 حسب تعداد اليمن لعام 2004.